# جسرين
جسرين بلدة في ناحية كفر بطنا في منطقة ضواحي دمشق في محافظة دمشق. بلغ عدد سكانها 9442 نسمة عام 2004.
فهي بوابة للغوطة الشرقية بعد بلدة المليحة ومدخل إلى عمق بلدات الغوطة الشرقية 
تمتلك هذه البلدة اراض غناء فيها الزرع والثمر ومساحات خضراء املئت اراضيها وشكلت على مر الزمان آيه من جمال الطبيعة فغنى لاسمها الشعراء وحدثت لجمال طبيعتها البلدان 
وأما عن سبب تسميتها بجسرين فيقال انه كان فيها جسرٱ ومازال فوق نهر بردى اسمه جسر الدين ومع تسارع الايام ومضي القرون والسنين سميت بجسرين نسبة اليه 
لها مكانة دينية ففيها مقبرة العشرة مقبرة قديمة يقال انه ركن فيها عشرة من الصحابة المسلمين 
وفيها الجامع العمري وهو جامع جسرين القديم وقد رمم وحدث على مر السنين وبقي شاهدآ على اثر ديني قديم 
اما عن السكان فتملك البلدة الكثير من العائلات التي سكنوها منذ القدم كعائلة درويش والتونسي والنبكي و المغربي وعرنوس و البشاش والشماع وربيع 
تقع في غوطة دمشق الشرقية.